# Valeria Ciaffi
Valeria Ciaffi Angelini (Montelupone, 25 gennaio 1924 – Macerata, 10 ottobre 2010) è stata una pittrice e scultrice italiana.
Autrice di opere appartenenti al secondo futurismo e all'astrattismo, è conosciuta come esponente della corrente artistica marchigiana di metà '900.

## Biografia

### Infanzia, giovinezza e studi
Valeria Ciaffi nasce a Montelupone nel 1924 e si trasferisce ancora bambina a Civitanova Marche dove compie gli studi magistrali presso l'Istituto Stella Maris. Dopo la guerra si iscrive all'Accademia di via Ripetta di Roma dove diviene allieva di Mario Rivosecchi, di Mino Maccari e del professor Ferruccio Ferrazzi. 
La sua formazione prosegue all'Accademia di Bologna dove “le silenti lezioni di Giorgio Morandi e le penetranti analisi formali di Francesco Arcangeli dischiudono ai suoi occhi un universo pittorico che spazia dall'antichità al contemporaneo.” Ne sono testimonianza gli studi di nudo, di teste e di interni con figura risalenti a questo periodo.
Nel 1952 termina il ciclo di studi conseguendo il diploma presso l'Accademia di Belle Arti di Roma.

### Età adulta e maturità artistica
La sua pittura, per tutti gli anni settanta, opera una riduzione espressiva semplificando il segno in trame astratte e essenziali. Ma anche le composizioni più realistiche quali la serie degli Spazi ridotti, delle Nature morte e dei Ritmi esibiscono ormai una economia del segno e una essenzialità architettonica che avviano alla svolta verso una ricerca più sofferta e tormentata.
Nel 1973 diviene insegnante presso l’Accademia di Belle Arti di Macerata, dove ha occasione di mettere in pratica la conoscenza delle tecniche pittoriche acquisite nel corso degli anni. Ora è l’indagine pittorica a prendere il sopravvento sulla pratica istintiva come emerge dai dipinti prevalentemente monocromi e astratti, sui quali iniziano a comparire immagini e scritture; come sottolinea l'autore Luigi Dania: “Le sue tele sono una superficie esatta, vulnerata a volte da lacerazioni e da bruciature che denunciano l'usura del tempo [...]”
A partire dalla seconda metà degli anni settanta si dedica alla scultura e alla produzione di oggetti. Sono i suoi Atti d’amore, fazzoletti trasparenti in plexiglas che l’autrice confeziona personalmente presso la fabbrica Guzzini di Recanati, sfruttando le possibilità del nuovo materiale Così, mele, pere, banane e uova restano imprigionate nel metacrilato come in una natura morta sui generis. Nel 2001 viene nominata nel Consiglio dell'Accademia dei Catenati e nel 2005 le viene conferito il premio "Virginia Ghergo", istituito dal sodalizio femminile “Inner Wheel Club” di Macerata, per aver arricchito la cultura del territorio con la sua arte.

## Esposizioni
- Marzo-aprile 1953, Roma, Palazzo delle Esposizioni, “Mostra degli Artisti Marchigiani”.
- Settembre 1953, Spoleto, "Prima mostra di arti figurative".
- Settembre-ottobre 1955, Macerata, Pinacoteca Comunale, Prima edizione del “Premio Scipione”.
- Agosto-settembre 1965, San Remo, sale espositive di Ospedaletti, “Mostra d’Arte figurativa delle Regioni d’Italia”.
- Settembre 1982, Brescia, Palazzo dell’Ente Iniziative Bresciane, “Biennale d’Arte Contemporanea”.
- Agosto 1998, Recanati, Centro Nazionale di Studi Leopardiani, “Valeria Ciaffi e l’Infinito Leopardiano”.